# Macrocera estonica
Macrocera estonica is een muggensoort uit de familie van de Keroplatidae. De wetenschappelijke naam van de soort is voor het eerst geldig gepubliceerd in 1924 door Landrock.